# كارل آدم
كارل آدم (بالألمانية: Karl Adam)‏ لاهوتي ألماني. ولد في 22 تشرين الأول من سنة 1876، وتوفي في 1 نيسان من سنة 1966.
تمّ وسمه كاهناً في سنة 1900، وفي سنة 1904 حصل على شهادة الدكتوراه في اللاهوت من ميونخ في أطروحته حول مفهوم الكنيسة لدى ترتليانوس. وفي سنة 1908 نشر دراسته الرئيسية حول مذهب القديس أوغسطينوس في استحالة القربان. وفي الفترة ما بين 1917 - 1919 قام بتدريس اللاهوت الأخلاقي في ستراسبورغ. ثم تمّ تعيينه في كرسي اللاهوت العقائدي في كلية توربنغن، وهي أشهر كلية لاهوت بألمانيا. وبقي في شاغلاً لهذا الكرسي حتى سنة 1946.
يعتبر من أعظم اللاهوتيين الكاثوليكيين، وبدأت شهرته منذ سنة 1923 حيث أصدر دراسته الإيمان وعلم الإيمان في الكاثوليكية والتي طبّق فيها منهج شلر الفينومينولوجي على دراسة الوقائع المتصلة بالإيمان والمعرفة الدينية.

## مؤلفاته
1. مفهوم الكنيسة لدى ترتليانوس (1904).
2. مذهب القديس اوغسطينوس في استحالة القربان (1908).
3. الإيمان وعدم الإيمان في الكاثوليكية (1923).
4. الوجه الحقيقي للمسيحية (1924).
5. المسيح وروح الغرب (1928).
6. المسيح وروح زماننا (1935).
7. وحدة الكنيسة في المنظور الكاثوليكي (1947).
8. مسيح الإيمان (1954).

## المصدر
- آدم كارل - موقع الفلاسفة والعلماء

## روابط خارجية
- كارل آدم على موقع مونزينجر (الألمانية)